# Diocesi di Foz do Iguaçu
La diocesi di Foz do Iguaçu (in latino: Dioecesis Iguassuensis) è una sede della Chiesa cattolica in Brasile suffraganea dell'arcidiocesi di Cascavel,. Nel 2021 contava 302.400 battezzati su 463.423 abitanti. È retta dal vescovo Sérgio de Deus Borges.

## Territorio
La diocesi comprende 14 comuni nella parte occidentale dello stato brasiliano del Paraná: Foz do Iguaçu, Santa Terezinha de Itaipu, São Miguel do Iguaçu, Serranópolis do Iguaçu, Matelândia, Medianeira, Ramilândia, Céu Azul, Vera Cruz do Oeste, Diamante D'Oeste, São José das Palmeiras, Itaipulândia, Missal e Santa Helena.
Sede vescovile è la città di Foz do Iguaçu, dove si trovano la cattedrale di Nostra Signora di Guadalupe e l'ex cattedrale di San Giovanni Battista.
Il territorio si estende su una superficie di 6.830 km² ed è suddiviso in 28 parrocchie.

## Storia

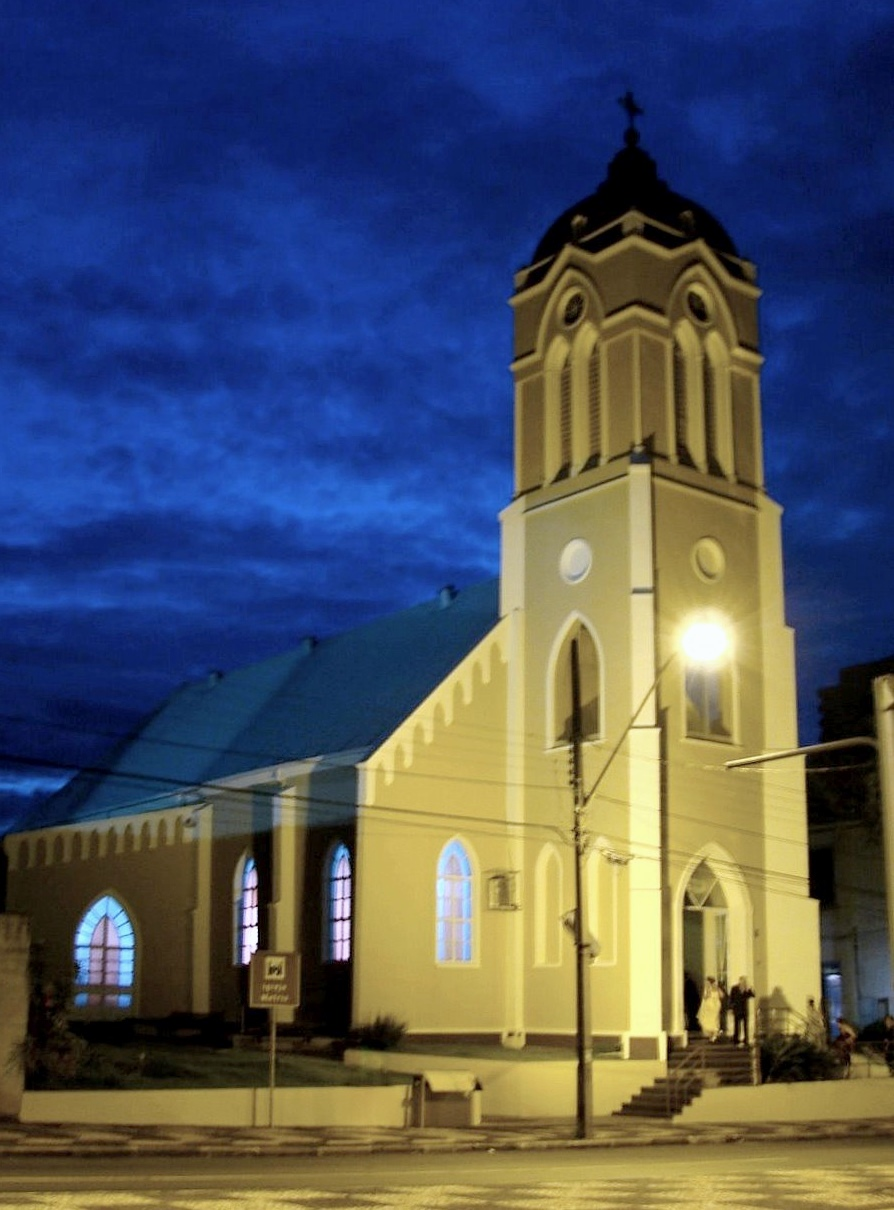
L'ex cattedrale di Foz do Iguaçu, la chiesa-madre (Igreja Matriz) di San Giovanni Battista.

La prelatura territoriale di Foz do Iguaçu fu eretta il 10 maggio 1926 con la bolla Quum in dies numerus di papa Pio XI, ricavandone il territorio dalla diocesi di Curitiba, che contestualmente fu elevata al rango di arcidiocesi metropolitana. La prelatura territoriale era suffraganea della stessa arcidiocesi di Curitiba; venne eretta a cattedrale prelatizia la chiesa di San Giovanni Battista.
Il 20 giugno 1959 la prelatura territoriale fu soppressa e il suo territorio fu diviso tra due diocesi di nuova erezione, Campo Mourão e Toledo.
La presente diocesi di Foz do Iguaçu è stata eretta il 5 maggio 1978 con la bolla De christiani populi di papa Paolo VI, ricavandone il territorio dalla diocesi di Toledo.
Nel 1983 fu aperto il seminario diocesano.
Originariamente suffraganea dell'arcidiocesi di Curitiba, il 16 ottobre 1979 è entrata a far parte della provincia ecclesiastica dell'arcidiocesi di Cascavel.
Nel 2005 ebbero inizio i lavori di costruzione della nuova cattedrale, dedicata a Nostra Signora di Guadalupe.

## Cronotassi dei vescovi
Si omettono i periodi di sede vacante non superiori ai 2 anni o non storicamente accertati.
- Sede vacante (1926-1947)

- Manoel Könner, S.V.D. † (13 dicembre 1947 - 20 giugno 1959 dimesso)[1]
  - Sede soppressa (1959-1978)
- Olívio Aurélio Fazza, S.V.D. † (5 maggio 1978 - 28 novembre 2001 ritirato)
- Laurindo Guizzardi, C.S. † (28 novembre 2001 - 20 ottobre 2010 ritirato)
- Dirceu Vegini † (20 ottobre 2010 - 29 settembre 2018 deceduto)
- Sérgio de Deus Borges, dal 17 luglio 2019

## Statistiche
La diocesi nel 2021 su una popolazione di 463.423 persone contava 302.400 battezzati, corrispondenti al 65,3% del totale.
| anno | popolazione | popolazione | popolazione | presbiteri | presbiteri | presbiteri | presbiteri                | diaconi | religiosi | religiosi | parrocchie |
| anno | battezzati  | totale      | %           | numero     | secolari   | regolari   | battezzati per presbitero | diaconi | uomini    | donne     | parrocchie |
| ---- | ----------- | ----------- | ----------- | ---------- | ---------- | ---------- | ------------------------- | ------- | --------- | --------- | ---------- |
| 1949 | 95.900      | 100.000     | 95,9        | 10         |            | 10         | 9.590                     |         | 10        | 31        | 5          |
| 1980 | 391.000     | 412.000     | 94,9        | 26         | 2          | 24         | 15.038                    |         | 25        | 66        | 12         |
| 1990 | 316.000     | 351.000     | 90,0        | 35         | 5          | 30         | 9.028                     |         | 31        | 97        | 15         |
| 1999 | 364.000     | 404.000     | 90,1        | 34         | 11         | 23         | 10.705                    |         | 26        | 89        | 19         |
| 2000 | 368.000     | 408.000     | 90,2        | 34         | 13         | 21         | 10.823                    |         | 30        | 87        | 20         |
| 2001 | 360.000     | 400.000     | 90,0        | 36         | 15         | 21         | 10.000                    |         | 31        | 83        | 20         |
| 2002 | 361.000     | 402.000     | 89,8        | 38         | 16         | 22         | 9.500                     |         | 34        | 84        | 21         |
| 2003 | 361.000     | 403.000     | 89,6        | 37         | 14         | 23         | 9.756                     |         | 33        | 74        | 21         |
| 2004 | 363.000     | 405.000     | 89,6        | 37         | 15         | 22         | 9.810                     |         | 23        | 71        | 21         |
| 2006 | 382.372     | 477.964     | 80,0        | 41         | 19         | 22         | 9.326                     |         | 31        | 77        | 21         |
| 2013 | 413.000     | 521.000     | 79,3        | 49         | 22         | 27         | 8.428                     |         | 39        | 60        | 27         |
| 2016 | 423.000     | 533.000     | 79,4        | 47         | 27         | 20         | 9.000                     | 2       | 33        | 45        | 27         |
| 2019 | 433.200     | 545.875     | 79,4        | 43         | 25         | 18         | 10.074                    | 4       | 21        | 53        | 27         |
| 2021 | 302.400     | 463.423     | 65,3        | 52         | 27         | 25         | 5.815                     | 11      | 28        | 48        | 28         |